# Relations entre la France et Singapour
Les relations entre la France et Singapour désignent les relations diplomatiques bilatérales s'exerçant entre, d'une part, la République française, et de l'autre, la république de Singapour, cité-État en Asie du Sud-Est.

## Période contemporaine

### Dimension militaire
Du point de vue de la sécurité collective et de la défense, la France est l'un des fournisseurs de Singapour en armes. Un escadron de l'aviation de Singapour est stationné en France depuis 1999, et un dialogue stratégique est tenu tous les ans. 

### Liens économiques
Singapour accueille de nombreuses multinationales françaises (plus de 400) et est l'un des plus importants partenaires commerciaux de la France en Asie du Sud-Est. Singapour accueille une chambre de commerce française. 

### Sur le plan culturel et universitaire
Une Alliance française est implantée à Singapour et l'ESSEC y dispose d'un campus. 

## A voir aussi
- Relations entre l'ASEAN et la France